# 1,3-Dihydroxyanthrachinon
1,3-Dihydroxyanthrachinon, auch bekannt als Xanthopurpurin, ist ein Naturstoff, der in Färberkrapp vorkommt. Es ist eine organische Verbindung aus der Stoffgruppe der Anthrachinone (genauer der Dihydroxyanthrachinone).

## Vorkommen

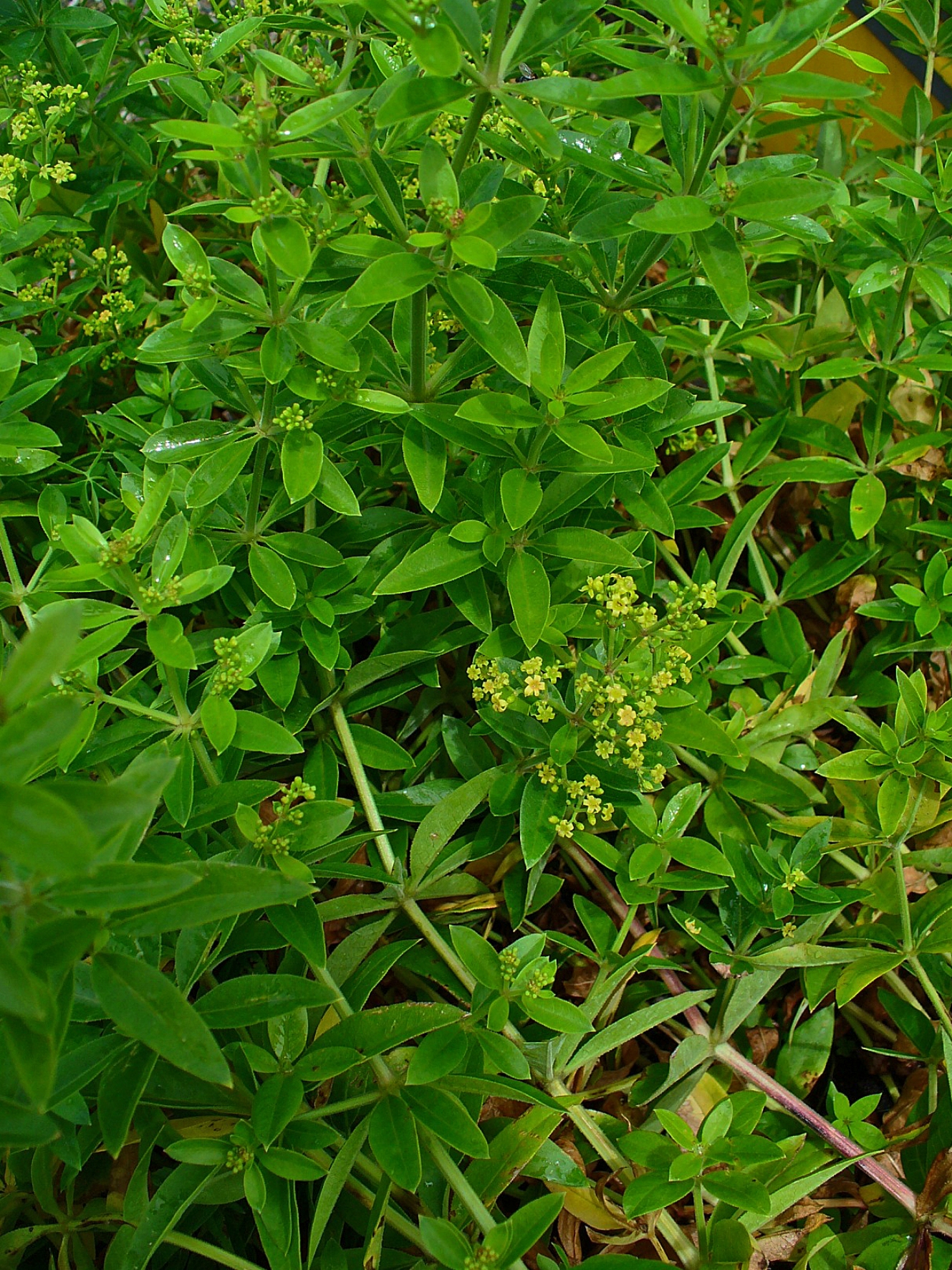
Färberkrapp (Rubia tinctorum)

Xanthopurpurin kommt neben anderen Anthrachinonen glycosidisch gebunden in den Wurzeln des Färberkrapps (lat. Rubia tinctorum) vor. Es kommt ebenfalls im indischen Krapp (lat. Rubia cordifolia) vor.

## Darstellung und Gewinnung
Früher wurde 1,2,4-Trihydroxyanthrachinon (Purpurin) mit Zinn(II)-oxid versetzt, um eine Hydroxygruppe zu substituieren.
Heute werden eher Alkalihydrogensulfite verwendet, da diese bei höherer Ausbeute kostengünstiger sind.
Es lässt sich auch als natürliches Produkt aus dem Färberkrapp extrahieren.

## Eigenschaften
Xanthopurpurin lässt sich sehr leicht zu Purpurin oxidieren. Da sich reines, stark verdünntes Purpurin durch Licht entfärben lässt, kann man damit einen Rückschluss auf die Reinheit des Purpurins schließen und folglich auf die des Xanthopurpurins.